# Agbani Darego
Ibiagbanidokibubo "Agbani" Asenite Darego (n. 22 decembrie 1982, Lagos, Statul Lagos, Nigeria) este un fotomodel nigerian. Ea a câștigat în anul 2001 titlul Miss World.

## Biografie
Darego câștigă pe plan național în Nigeria, tilul "Most Beautiful Girl in Nigeria" (MBGN). La concursul de frumusețe "Face of Africa" însă a fost eliminată în runda întâia. În timpul cât a fost studentă la Universitatea Port Harcourt, reprezintă Nigeria la concursul Miss Universe din Bayamon (Puerto Rico), iar în noiembrie 2001 câștigă titlul Miss World în Sun City (Africa de Sud). După acest succes întrerupe în 2002 studiul și încheie contracte cu agenții ca "Next Model Management" lucrând ca fotomodel în Europa, printre altele la firma de produse cosmetice L'Oreal.
În octombrie 2010 Agbani face parte din juriul care acordă punctajul la concursul de frumusețe Miss World în Sanya (Hainan). La festivitatea de premiere au fost prezenți Denise Perrier (Miss World 1953), Ann Sidney (Miss World 1964), Mary Stävin (Miss World 1977), María Julia Mantilla (Miss World 2004), Zhang Zilin (Miss World 2007) și Xenia Suhinova (Miss World 2008), titlul fiind câștigat de Alexandria Mills, o americană de 18 ani.